# Jan Augustyn (polityk)
Jan Augustyn (ur. 12 sierpnia 1903 w Pobitnie – obecnie część Rzeszowa, zm. 6 grudnia 1973) – polski mechanik, poseł na Sejm PRL III kadencji.

## Życiorys
Ukończył Wyższą Szkołę Przemysłową i uzyskał tytuł zawodowy inżyniera mechanika. Pracował na stanowisku naczelnika Oddziału Trakcji Polskich Kolei Państwowych w Rzeszowie. W 1961 uzyskał mandat posła na Sejm PRL w okręgu Rzeszów. W trakcie kadencji pełnił funkcję zastępcy przewodniczącego Komisji Komunikacji i Łączności.
Odznaczony Krzyżem Kawalerskim Orderu Odrodzenia Polski, Złotym Krzyżem Zasługi oraz Odznaką „Przodujący Kolejarz”.
Pochowany na cmentarzu Pobitno w Rzeszowie.